# Холодна війна (роман Штросса)
«Холодна війна» (англ. A Colder War), або «Холодніша війна» — альтернативно-історична повість Чарльза Штросса, написана 1997 року. Опублікована 2000 року. Повість поєднує Холодну війну та Міфи Ктулху.
Головні події повісті розгортаються на початку 1980-х років та розповідають про наслідки дослідницької експедиції Пебоді, описаної Говардом Лавкрафтом у романі «У горах божевілля». Хоча сюжетна лінія дещо схожа з написаним пізніше романом Штросса «The Atrocity Archives», події розгортаються в іншому всесвіті. Тереза Нільсен Гейден описує це оповідання у своєму блозі Making Light як «скандал Олівера Норта/скандал "Озброєння в обмін на заручників", про який розповідається з точки зору бюрократа ЦРУ у Всесвіті, в якому всі Міфи Ктулху є реальними».
Твір потрапив до списку повістей 2000 року, «Рекомендованих до прочитання» за версією видання Locus Online.

## Історія публікації
Вперше надруковане у журналі Spectrum SF №3 у 2000 році, згодом перевидавалося у збірці Ґарднера Дозуа «Найкраща фантастика року № 18», а також у збірках Штросса «Тост: Та інші іржаві варіанти майбутнього» (2002) та «Бездотовий» (2009). Наприкінці 2011 року вище вказана повість з'явилася у двох антологіях, присвячених Ктулху: у «Книзі Ктулху» видавництва Night Shade Books (ISBN 1597802328) та «Новий Ктулху: Нові чудеса» від Prime Books (ISBN 1607012898).

## Сюжет
Головний герой, Роджер Юргенсен, — аналітик ЦРУ, який пише доповідь про стан окультних досліджень як урядів США, так і радянських урядів для новообраного президента Рональда Рейгана. Цей звіт привертає увагу «полковника» (мається на увазі Олівер Норт), який організовує переведення Юргенсена та роботу над варіантом справи Іран-контрас: таємної угоди між США та Іраном з метою протидії Іраку Саддама Хуссейна, зриву радянського вторгнення в Афганістан, а також організації звільнення заручників у Лівані.
У Холодній війні США і НАТО відстають від Радянського Союзу в освоєнні темних мистецтв та покладаються на ядерну зброю як на головний контраргумент у протистоянні. Совєти здобули свої знання від нацистської Німеччини, яка перевезла сплячого об'єкта з підводного міста в Балтійському морі; тепер істота проживає в Чорнобилі. Вони також використовують «сервіторів» – роботоподібних істот, яких неможливо спинити, знайдених під час початкової експедиції Пебоді. Американські супутники-шпигуни виявили, що сервітори, вочевидь, використовувались в Афганістані, що порушило б таємний багатонаціональний договір (у ньому заборонялося використання цих чужопланетних істот у війні), якого дотримувався навіть Адольф Гітлер. Американські контрзаходи включають в себе 300 мегатон ядерної зброї та наявність бази, що дозволяє уряду продовжувати свою роботу, у сотнях світлових років від Землі, на яку можна потрапити через ворота у Вашингтоні. ЦРУ також використовує подібні ворота до інших планет як обхідні шляхи транспортування наркотиків та зброї для афганських моджахедів у рамках операції «Циклон».
Стівен Гулд проінформував ЦРУ про еволюційні висновки щодо чужорідних форм життя, підтвердивши, що вони походять не з земних джерел. Інші країни наслідують наддержави; Іран та Ізраїль таємно планують спільну ядерну оборонну програму проти спроб Іраку відкрити ворота до зірок. Врешті-решт про домовленості полковника стало відомо широкому загалу, і Юргенсен повинен дати свідчення перед комітетом конгресу США. Один конгресмен, зляканий діями полковника, запитує про Великий фільтр: чому жодні іншопланетяни не наважилися відкрито відвідати людство, а залишили лише свої артефакти та слуг? Він вказує, що втручання у реліквії Старців може бути хорошим поясненням, чому інше розумне життя було винищене до того, як воно могло тут побувати.
Поки комітет засідає, Саддам стабілізує ворота Йоґ-Сотота, знищуючи нелояльні до себе племена в Іраку та змушуючи Іран відповісти ядерною атакою. За нещасливим збігом обставин ці події збігаються з невдалим жартом Рональда Рейгана, і Радянський Союз та його лідер Єгор Лігачов починають атаку у відповідь. Ядерна війна знищує Близький Схід та більшу частину США та СРСР. Окрім цього, істота, яку використовує радянська програма, Ктулху, загадковим чином опиняється на волі; ядерний удар США не зупиняє її, коли вона прямує на захід через Атлантичний океан. Юргенсен та інші американські держслужбовці відступають до таємно збудованої колонії на далекій помираючій планеті під кодовою назвою XK Масада. Там, доведений до відчаю фантомними голосами, Юргенсен роздумує про самогубство. Він вирішує не робити цього, оскільки смерть не допоможе, якщо — як він підозрює — його вже поглинув Йоґ-Сотот.